# Thamnosma montana
Thamnosma montana är en vinruteväxtart som beskrevs av Torr. & Frem.. Thamnosma montana ingår i släktet Thamnosma och familjen vinruteväxter. Inga underarter finns listade i Catalogue of Life.